# Vélodrome couvert régional Jean-Stablinski
Pour les articles homonymes, voir Vélodrome de Roubaix, Stablinski et Stab.
Le vélodrome couvert régional Jean-Stablinski, également appelé « Le Stab » est un vélodrome situé à Roubaix, en France, dans le département du Nord.

## Histoire
Débuté fin 2010, la construction du vélodrome est financée par la région Hauts-de-France, le département du Nord et la ville de Roubaix avec une participation du FEDER. Le bâtiment répond à la norme HQE.
Inauguré en septembre 2012, il porte le nom de Jean Stablinski, cycliste français champion du monde sur route en 1962 et à l'origine du passage de la course Paris-Roubaix par la trouée d'Arenberg. Le vélodrome est situé dans le parc des sports de Roubaix, à côté du vélodrome André-Pétrieux où se termine la course Paris-Roubaix.
En 2013, une piste de BMX attenante au vélodrome est ouverte afin de toucher un public plus large.

## Structures
Le vélodrome dispose des équipements suivants :
- Piste de cyclisme d'une longueur de 250 m, de 7 m de large et des virages inclinés à 44,3°[1],[6].
- Piste de BMX (Cyclo-cross) en extérieur[7].
- Une aire centrale de 2 500 m2, pouvant accueillir des compétitions sportives (badminton, volley-ball, handball, tennis, futsal…) et des événements d'envergure.
- Salle de musculation et de fitness, où sont proposés des cours de yoga, de krav-maga et de remise en forme[8].

## Compétitions accueillies
Le vélodrome accueille en 2013 les championnats de France de cyclisme sur piste.
En 2017, les championnats d'Europe sur piste Masters voient s'affronter 208 cyclistes.
En 2021, il accueille des mondiaux sur piste, après le désistement de la ville d'Achgabat, au Turkménistan.
En 2023, le Stab Vélodrome a de nouveau accueilli les championnats de France de cyclisme sur piste, dans sa version Elites en janvier et Avenirs en juillet. Le record d'affluence du Stab a été battu le samedi 7 janvier 2023, avec plus de 2 200 spectateurs dans le vélodrome. 
En 2024, il est désigné comme centre de préparation aux Jeux Olympiques et organisera ensuite les championnats du Monde sur piste Masters.